# Máttatguoikkasuolu
Máttatguoikkasuolu är en ö i Finland. Den ligger i vattendraget Utsjoki och i kommunen Utsjoki i den ekonomiska regionen Norra Lappland och landskapet Lappland, i den norra delen av landet, 1 100 km norr om huvudstaden Helsingfors. Öns area är 1,6 hektar och dess största längd är 210 meter i nord-sydlig riktning.